# Polyclinum incrustatum
Polyclinum incrustatum är en sjöpungsart som beskrevs av Wilhelm Michaelsen 1930. Polyclinum incrustatum ingår i släktet Polyclinum och familjen klumpsjöpungar. Inga underarter finns listade i Catalogue of Life.